# Инстинкт
Инстинктите (на латински: instinctus, минало причастие на instinguere – „да подтикна, да инициирам“) представляват вродени предразположености на даден жив организъм да следва определено поведение. Те не се заучават, а са унаследени фиксирани модели на действие (ФМД), активизирани от повече или по-малко конкретен набор от вътрешни или външни стимули. Вродените емоции, които могат да бъдат изразени по по-гъвкави начини и заучените модели на реакция, не инстинктите, формират основното мнозинство от реакции на външни стимули у някои видове, докато при други всички те могат да бъдат отхвърлени от действията, основани на когнитивни процеси с повече интелект, креативност и транс-интелектуална интуиция.
Според Иван Павлов инстинктите са сложни безусловни рефлекси, обезпечаващи осъществяването на жизненоважните функции на организма. Според Владимир Вагнер инстинктите не са: „стереотипи, които еднакво се повтарят от всички представители на вида, а способност, неустойчива и колебаеща се в определени наследствено фиксирани предели (шаблони) за всеки от своя вид“. В психоанализата Фройд говори за различни инстинкти, като половия, инстинкта за смъртта и др.